# Crucificação (Uccello)
Crucificação é uma têmpera sobre painel de 1457-1458 de Paolo Uccello, atualmente no Museu Thyssen-Bornemisza em Madrid. Sua datação é debatida – alguns datam do mesmo período na Cappella dell'Assunta, em Prato (1435), Itália, devido às semelhanças entre a pose da Virgem Maria na crucificação e a mulher subindo as escadas no afresco da capela de O Nascimento da Virgem, enquanto outros datam para um período posterior após seu retorno a Pádua,  onde foi influenciado pelo trabalho de Donatello.